# Улица Либекас
Улица Ли́бекас (латыш. Lībekas iela — Любекская) — улица в Северном районе Риги, в Межапарксе. Пролегает в северном, северо-западном и северо-восточном направлении от улицы Судрабу Эджус до улицы Эзермалас. Общая длина улицы — 1023 метра.
На всём протяжении покрыта асфальтом. Движение по улице двустороннее. Общественный транспорт по улице не курсирует.

## История
Улица впервые упоминается в 1906 году под своим нынешним названием (рус. Любекская улица, нем. Lübecker Straße) — в честь города Любека (как и многие другие улицы этого района, она носит имя одного из городов Ганзейского союза).
С 1915 по 1917 год была временно переименована в Онежскую улицу (латыш. Oņegas iela), затем первоначальное название было возвращено и больше не изменялось.
В 1932 году к улице Либекас была присоединена улица Либиешу («Ливская»).

## Застройка и достопримечательности

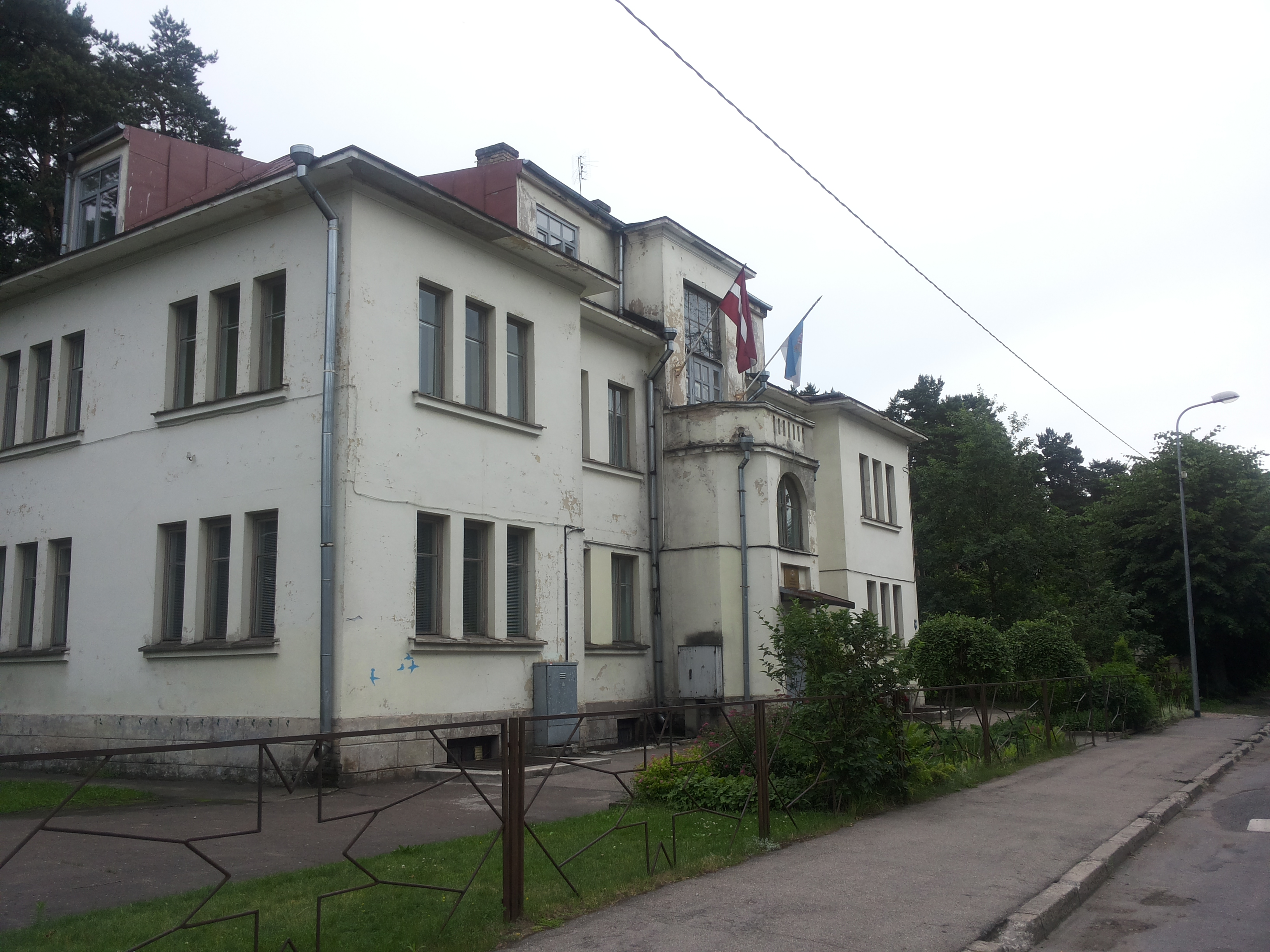
Улица Либекас, дом 27

Улица Либекас застроена частными жилыми домами, преимущественно начала XX века. 3 здания на этой улице признаны памятниками архитектуры местного значения:
- Дом 3 — частный жилой дом (архитектор А. Витте, 1908).
- Дом 9/11 — частный жилой дом (архитектор Г. Тизенгаузен, 1911).
- Дом 27 — частный жилой дом (архитекторы Р. Кодес и Я. Леванс, 1939).

## Прилегающие улицы
Улица Либекас пересекается со следующими улицами:
- улица Судрабу Эджус
- улица Хамбургас
- улица Аннас Саксес
- улица Петерупес
- улица Велмес
- улица Эзермалас